# Роменський ліцей № 1 імені Петра Калнишевського
Роменський ліцей № 1 імені П. І. Калнишевського — спеціалізований навчальний заклад, ліцей з початковою школою та гімназією в місті Ромни, Сумська область.

## Історія
Ліцей розпочав своє існування в 1877 році як жіноча гімназія. Спочатку гімназія розташовувалася в найманих приміщеннях, згодом у 1878 році за кошти громади міста, а також губернських й повітових земств було зведено окрему споруду в стилі українського бароко й класицизму.
Першою начальницею гімназії у 1877 році стала Софія Іванівна Кизимова.
Важливу роль у функціонуванні закладу відіграв почесний громадянин міста Ромен, предводитель дворянства, голова опікунської ради Григорій Миколайович Навроцький.
У 1883 році на чолі гімназії стала Ольга Парменівна Навроцька, а з 16 січня 1889 року до початку ХХ ст. — Катерина Василівна Чаговець.  Учителів разом з начальницею й наглядачкою нараховувалося 20 чоловік. Усі вчителі мали вищу освіту. Чоловіки-педагоги викладали в старших класах, жінки — у молодших. З документів видно, що жалування начальниці гімназії (Чаговець К. В.) за рік становило 600 крб., плюс за уроки російської мови 385 крб.
На початку 20-го століття гімназію очолювала Ольга Чигринцева, яка виконувала свої обов'язки до 1919 р.
У гімназії працювала шкільна бібліотека. Також проводилися виставки малюнків та музичні концерти, у гімназії була поширена форма ансамблевого виконавства музичних творів.
Учениці середніх жіночих навчальних закладів протягом усього часу навчання вивчали Закон Божий, чистопис, російську, німецьку та французьку мови, російську словесність, географію, історію, природознавчу історію, арифметику або математику, фізику, педагогіку, рукоділля, малювання, співи, танці, космографію, гігієну, латинську і англійську мови, українську мову (з 1917 р.), філософську пропедевтику, господарювання, гімнастику, хоральний спів.
У гімназії діти навчалися з 8-9 років. До підготовчого класу набирали 7- та 8-річних дівчаток. Плата за навчання в підготовчому класі становила 20 карбованців, в першому — 35 карбованців, в другому-четвертому — 40 карбованців, в п'ятому-сьомому — 45 крб, у педагогічному — 60 крб на рік, а за необов'язкові предмети — по 5 крб за кожний щорічно. Виховувалось у останній чверті ХІХ ст. до 300 дівчаток різних станів населення міста, повіту та інших населених пунктів Полтавської губернії.
У Роменській жіночій гімназії навчалися такі видатні земляки: професор, доктор педагогічних наук, заслужений учитель України Тетяна Федорівна Бугайко, майстер художньої кераміки, кандидат технічних наук, лауреат Державної премії СРСР О.Черепанова, заслужена вчителька України Неоніла Омельченко.
У гімназії вчителював майбутній професор, ректор Української Богословської Академії в Мюнхені Григорій Ващенко, який формулу своєї педагогіки стисло визначив у словах: «Служіння Богові та Україні».
У 2007 році за ініціативою Парламенту Учнівської Демократичної Республіки на фасаді школи встановлена меморіальна дошка на честь видатного педагога, публіциста Г. Ващенка.
Наприкінці 1919 року, Роменська жіноча гімназія припинила своє існування у зв'язку з реорганізацією освіти за радянської влади. На базі гімназії була утворена друга радянська трудова школа ІІ ступеня. За основу взято семирічний термін навчання, тому 8 клас у колишній жіночий гімназії був розпущений.
У 20-х роках у ІІ трудовій школі викладав малювання український художник Віктор Коровчинський (1890—1949).
Наприкінці 20-х років під час чергової реорганізації освітніх закладів у приміщенні колишньої гімназії розмістили школи № 3 та  № 4, одна з яких була українською, а друга — російською. Переоформленій в 20-х роках школі № 1 було відведено три будівлі: на вул. Кірова, 12 (1-3 класи), вул. Кірова, 37 (4-5 класи) та на вул. Луценка,17 (6-7 класи). Перший директор школи № 1 був родом з Перекопівки й носив прізвище Гулак.
Значна увага приділялася вивченню військової справи.
У 30-х роках у приміщенні колишньої гімназії були розміщені дві школи: школа № 3 та школа № 4.
У цей період у школі навчався самобутній художник і скульптор, автор новітнього герба м. Ромни та пам'ятника Петру Калнишевському Микола Колесов.
З 1943 до 1952 року триває процес відбудови приміщення. У 1944 році при введенні роздільного навчання школи в місті були поділені на жіночі і чоловічі. Школа № 1 стала середньою жіночою і тимчасово розміщувалась у вцілілому будинку на вул. Луценка, 17 (зараз приміщення стоматологічної поліклініки) та у приміщенні нинішньої школи № 2 на вул. Соборна, 33.
З 1 вересня 1954 року разом з дівчатами у нашій школі почали вчитися і хлопці.

### Друга світова війна
Під час німецької окупації нумерація шкіл була відсутня, а колишні приміщення шкіл були використані фашистами на власний розсуд. Так, у 3-й школі розміщувалось нічне казино, у теперішній 2-й — госпіталь, а в приміщенні школи № 1 була розташована німецька військова частина (будівельний батальйон), декілька кімнат займала рембудконтора. Роменці згадують ще про склади (зокрема склад солі, що в майбутньому спричинило помокріння однієї із стін). Після вигнання німців з міста 16 вересня 1943 року більшість споруд була пошкоджена німецькими підривниками-мінерами або радянською й німецькою артилерією чи авіацією. Зокрема в приміщенні нинішньої першої школи був частково зруйнований другий поверх і дах.

## Статистика
У «Записках краєзнавців» (випуск перший, Ромни, 1963 рік) уміщена така статистична інформація про Роменську жіночу гімназію:
| Рік  | Число паралельних класів | Кількість учнів | Число вчителів | Джерела фінансування | Джерела фінансування | Джерела фінансування | Приміщення |
| Рік  | Число паралельних класів | Кількість учнів | Число вчителів | Казна                | Ін.джерела           | Всього               | Приміщення |
| 1911 | 7                        | 656             | 34             | 800                  | 49492                | 50292                | Власне     |
| 1912 | 7                        | 647             | 23             | 900                  | 46151                | 47051                | Власне     |
| 1913 | 7                        | 660             | 32             | 900                  | 47006                | 47906                | Власне     |
| 1914 | 7                        | 647             | 20             | 1000                 | 53700                | 54700                | Наймане    |

У Роменському краєзнавчому музеї зберігається «Звіт Роменської Повітової Земської Управи з народної освіти» за 1912—1914 роки, у якому міститься детальна інформація про становий склад учнів, їх нагороди та про стипендіатів:
| Відомості про учнів.                                                              | 1912 р | 1913 р | 1914 р |
| На 1 січня навчального року було учнів в школі                                    | 647    | 660    | 647    |
| Прибуло за рік                                                                    | 137    | 117    | 110    |
| Вибуло за рік з різних причин                                                     | 22     | 41     | 16     |
| Закінчили курс VII і VIII класів                                                  | 101    | 89     | 83     |
| На кінець року становило:                                                         |        |        | 658    |
| Осіб міського населення                                                           | 541    | 504    |        |
| Осіб повітового населення                                                         | 70     | 96     |        |
| Осіб інших губерній                                                               | 49     | 47     |        |
| Із них за станами:                                                                |        |        |        |
| Потомственні дворяни                                                              | 36     | 48     | 44     |
| Чиновники                                                                         | 74     | 60     | 79     |
| Духовенство                                                                       | 32     | 32     | 31     |
| Почесні громадяни та купці                                                        | 68     | 63     | 66     |
| Міщани та цеховики                                                                | 307    | 274    | 256    |
| Козаки                                                                            | 64     | 77     | 92     |
| Потомственні почесні громадяни                                                    | -      | 10     | 7      |
| Селяни                                                                            | 79     | 83     | 83     |
| Із них за віросповіданням:                                                        |        |        |        |
| Православні                                                                       | 445    | 441    | 468    |
| Римо-католики                                                                     | 2      | 5      | 8      |
| Інші християни (протестанти та греко-католики)                                    | 3      | 4      | 3      |
| Юдеї                                                                              | 210    | 197    | 179    |
| Інші не християни                                                                 | -      | -      | -      |
| Кількість людей, яким відмовлено (за конкурсом або через недостачу вільних місць) | 73     | 33     | 43     |

## Постаті

### Навчалися
- Вітренко Ю. М. — начальник відділу Міністерства економіки, кандидат економічних наук.
- Кухарчук Ю. — вчений-археолог, кандидат історичних наук.
- Шталтовний В. — доцент, кандидат технічних наук.
- Коцур А. П. — доктор історичних наук, професор, завідувач кафедри української історії та етнополітики Київського національного університету ім. Тараса Шевченка.
- Коцур В. П. — член Української академії історичних наук, професор кафедри історії і культури України, ректор Переяслав-Хмельницького Державного педагогічного університету ім. Г. Сковороди.
- Тетяна Федорівна Бугайко — професор, доктор педагогічних наук, заслужений учитель.
- Неоніла Омельченко — майстер художньої кераміки, кандидат технічних наук, лауреат Державної премії СРСР О. Черепанова, заслужений вчитель України.
- Микола Колесов — художник і скульптор, автор новітнього герба м. Ромни.

### Працювали
- Григорій Ващенко — професор, ректор Української Богословської Академії в Мюнхені.
- Віктор Коровчинський — український художник.

## Директори школи
1. 1945—1950 — Гакал Василь Леонтійович
2. 1950—1955 — Тригуб Ганна Юхимівна
3. 1955—1962 — Василега Олексій Петрович
4. 1962—1965 — Сокол Іван Сергійович
5. 1965—1966 — Гакал Василь Леонтійович (двічі обіймав посаду директора)
6. 1966—1971 — Супрун Микола Андрійович, історик, ветеран Великої Вітчизняної війни (льотчик)
7. 1971—1979 — Савченко Іван Юхимович.
8. 1979—1985 — Овсійко Микола Федорович
9. З 1985 — Судьїна Валентина Володимирівна